# Садсбері Тауншип (округ Кроуфорд, Пенсільванія)
Садсбері Тауншип (англ. Sadsbury Township) — селище (англ. township) в США, в окрузі Кроуфорд штату Пенсільванія. Населення — 2758 осіб (2020).

## Демографія
Згідно з переписом 2010 року, у селищі мешкали 2933 особи в 1373 домогосподарствах у складі 841 родини. Було 2580 помешкань
Расовий склад населення:
| - 98,7 % — білих - 0,3 % — чорних або афроамериканців - 0,3 % — азіатів - 0,1 % — корінних американців |

До двох чи більше рас належало 0,4 %. Частка іспаномовних становила 0,9 % від усіх жителів.
За віковим діапазоном населення розподілялося таким чином: 17,2 % — особи молодші 18 років, 59,1 % — особи у віці 18—64 років, 23,7 % — особи у віці 65 років та старші. Медіана віку мешканця становила 50,5 року. На 100 осіб жіночої статі у селищі припадало 96,7 чоловіків;  на 100 жінок у віці від 18 років та старших — 98,4 чоловіків також старших 18 років.
Середній дохід на одне домашнє господарство  становив 64 635 доларів США (медіана — 47 944), а середній дохід на одну сім'ю — 78 533 долари (медіана — 63 773). Медіана доходів становила 45 625 доларів для чоловіків та 31 900 доларів для жінок. За межею бідності перебувало 7,7 % осіб, у тому числі 2,7 % дітей у віці до 18 років та 10,7 % осіб у віці 65 років та старших.
Цивільне працевлаштоване населення становило 1340 осіб. Основні галузі зайнятості: освіта, охорона здоров'я та соціальна допомога — 24,3 %, роздрібна торгівля — 18,6 %, мистецтво, розваги та відпочинок — 11,1 %, виробництво — 10,4 %.